# جيمي هيث
جيمي هيث (بالإنجليزية: Jimmy Heath)‏ هو عازف جاز وملحن أمريكي، ولد في 25 أكتوبر 1926 في فيلادلفيا في الولايات المتحدة.

## وصلات خارجية
- جيمي هيث على موقع IMDb (الإنجليزية)
- جيمي هيث على موقع ميوزك برينز (الإنجليزية)
- جيمي هيث على موقع أول ميوزيك (الإنجليزية)
- جيمي هيث على موقع ديسكوغز (الإنجليزية)